# 에텔브루크

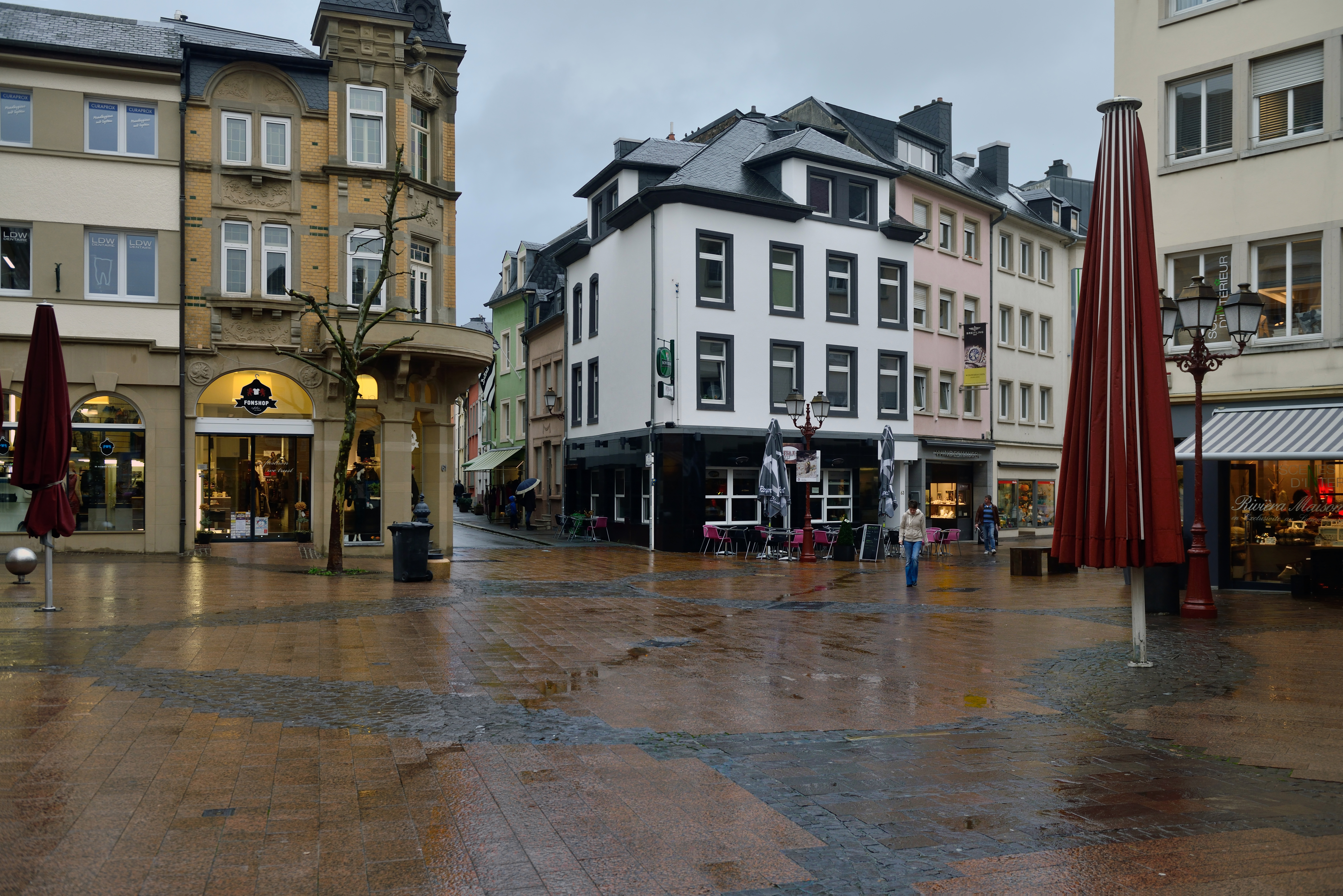
에텔브루크

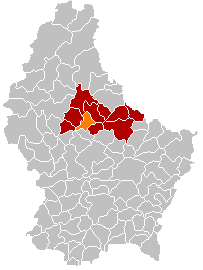
에텔브루크의 위치

에텔브루크(프랑스어: Ettelbruck, 룩셈부르크어: Ettelbréck 에텔브레크, 독일어: Ettelbrück 에텔브뤼크[*])는 룩셈부르크 북동부 디키르히 구 디키르히 주에 위치한 도시로 면적은 15.18km2, 높이는 192 ~ 382m, 인구는 8,278명(2014년 기준), 인구 밀도는 550명/km2이다.
룩셈부르크의 철도 교통, 도로 교통의 중심지로서 룩셈부르크 시와 벨기에 리에주를 연결하는 철도, 룩셈부르크 북부를 횡단하는 A7 고속도로가 지나간다. 오랜 역사를 자랑하는 병원, 학교가 입주하고 있기 때문에 룩셈부르크 북부의 의료, 교육의 중심지로 여겨진다.

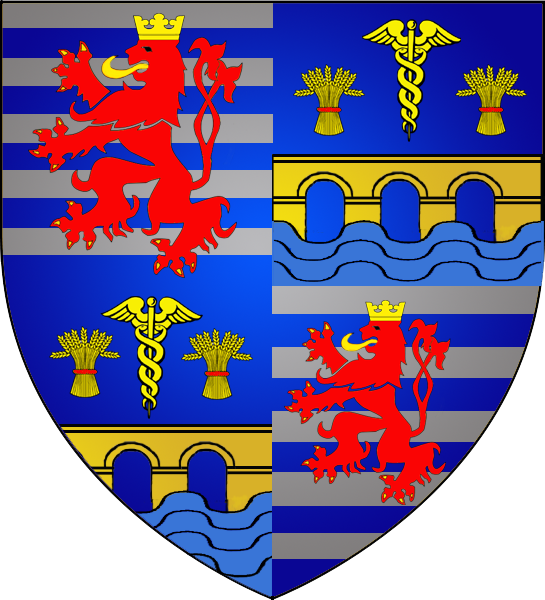
시 문장

## 사진

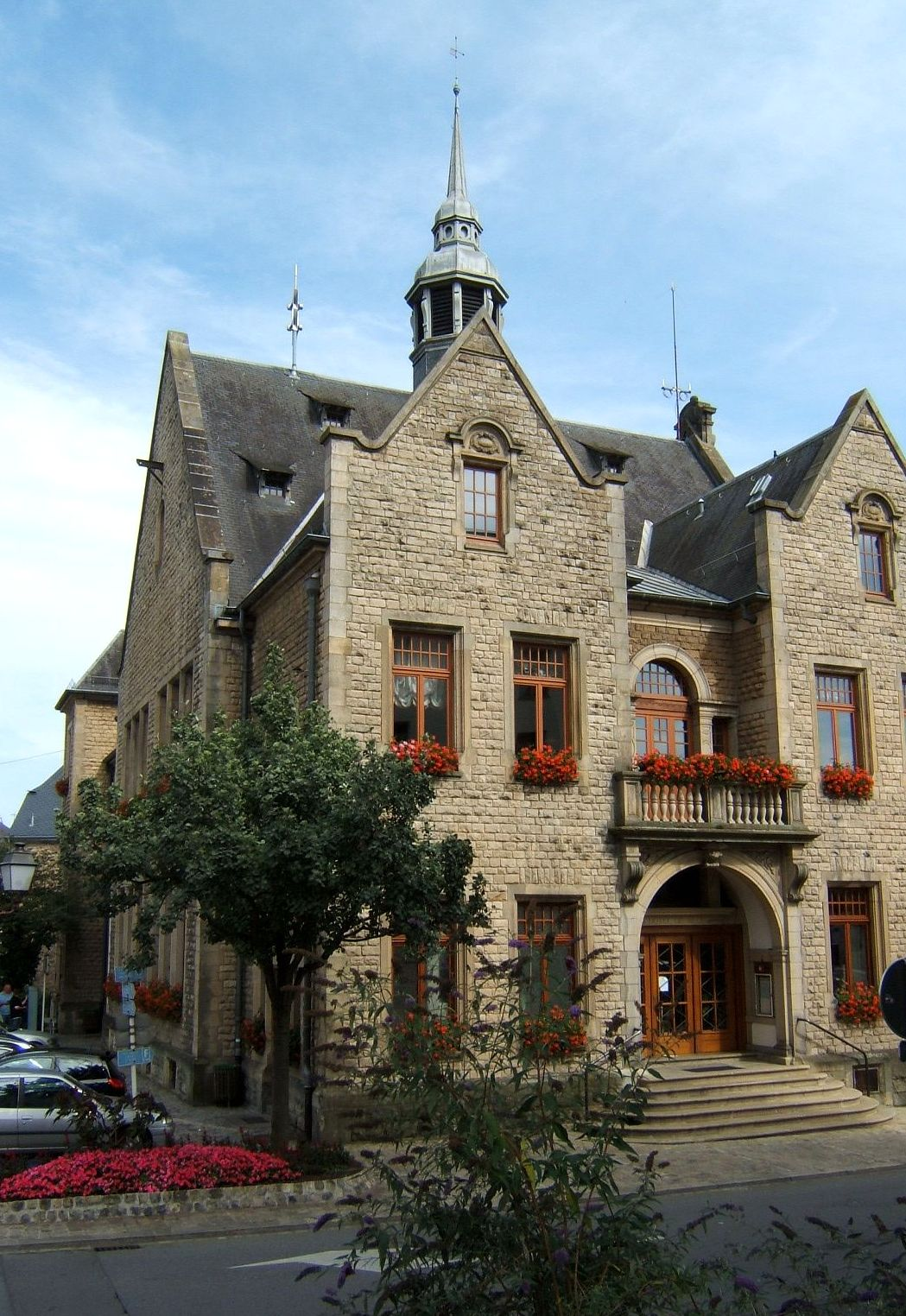
에텔브루크 시청